# 短锥果葶苈
短锥果葶苈（学名：Draba lanceolata var. brachycarpa）为十字花科葶苈属锥果葶苈的变种。分布于土耳其斯坦以及中国大陆的新疆等地，多生在冲积平原干旱土上和山坡岩石旁，目前尚未由人工引种栽培。